# Tiếng Ilokano
Tiếng Ilokano hay Tiếng Ilocano (Tiếng Ilokano: Ti Pagsasao nga Iloco; hay Ilocano, Iluko, Iloco, Iloco, Ylocano, và Yloco) là một ngôn ngữ đứng thứ ba về số người nói như tiếng mẹ đẻ và đứng thứ 4 về tổng số người sử dụng tại Philippines.
Ngôn ngữ này thuộc ngữ chi Malay-Polynesia của ngữ hệ Nam Đảo tương tự như tiếng Indonesia, tiếng Mã Lai, tiếng Fiji, tiếng Maori, tiếng Hawaii, tiếng Malagasy.
Theo quan niệm phổ biến hiện nay thì người Ilocano là hậu duệ của những người nói tiếng Nam Đảo từ Miền nam Trung Quốc đã di cư đến qua nơi mà nay là Đài Loan. Tuy nhiên các bằng chứng mới, đặc biệt là bằng chứng sinh học phân tử, không ủng hộ giả thuyết này.

## Phân bổ
Người Ilocano vốn cư trú trên một vùng đất hẹp và cằn cỗi ở đỉnh phía bắc của đảo Luzon, giữa dãy núi Cordillera (bản thân tên gọi này đã có nghĩa là dãy núi) ở phía đông và Biển Đông ở phía tây. Từ các tỉnh Ilocos Norte, Ilocos Sur, La Union và Abra, những người này sau đó đã di cư dần về phía đông và phía nam. Người nhập cư Ilocano đã đến những vùng đất màu mỡ hơn ở các tỉnh Cagayan, Apayao và các vùng đồng bằng ở tỉnh Pangasinan vào thế kỷ XVIII và 19 và nay chiếm đa số ở một số nơi tại các tỉnh đó. Trong thế kỷ XX, nhiều người Ilocano đã di cư đến Metro Manila và xa hơn là tận Mindanao, như các tỉnh Cotabato, Nam Cotabato, Maguindanao, Sarangani và Bán đảo Zamboanga song lớn nhất là ở tỉnh Sultan Kudarat. Họ là nhóm dân tộc Philippines đầu tiên nhập cư đến Bắc Mỹ và hiện hình thành một cộng đồng khá lớn tại Hawaii, California, bang Washington và Alaska. Tiếng Ilokano là ngôn ngữ bản địa của hầu hết những người nhập cư Philippines đầu tiên tại Hoa Kỳ song tiếng Tagalog lại được người Mỹ gốc Philippines sử dụng nhiều hơn bởi đây là ngôn ngữ chính thức tại Philippines.
Ngoài là ngôn ngữ mẹ đẻ của người Ilocano, tiếng Ilokano còn là ngôn ngữ thứ hai của hơn 2 triệu người khác như người Pangasinan, người Ibanag, người Ivantan và một số dân tộc khác ở miền bắc Philippines.

## Chữ viết
Hiện nay, tiếng Ilokano sử dụng hai hệ thống chữ viết: hệ thống "Tây Ban Nha" và hệ thống "Tagalog". Hệ thống chữ viết kiểu Tây Ban Nha được đánh vần theo cách đánh vần gốc của tiếng Tây Ban Nha và chỉ còn được người cao tuổi sử dụng. Hệ thống chữ viết kiểu Tagalog tỏ ra chính xác về phát âm hơn. Mỗi từ đều thể hiện một âm tiết và hệ thống này phản ánh tốt hơn cách phát âm của từ.

## Địa vị
Với Hệ thống Giáo dục Song ngữ năm 1987, tiếng Ilocano cùng với 7 ngôn ngữ khác có trên 1 triệu người sử dụng tại Philippines được phép sử dụng để dạy học cho đến hết lớp 2. Ngôn ngữ này được Hội đồng Ngôn ngữ Philippines công nhận là một trong các ngôn ngữ chính ở đất nước này. Tiếng Ilokano cũng là ngôn ngữ chính thức phụ tại những vùng sử dụng ngôn ngữ này. Hiện nay, có một số cuộc vận động ở cả Thượng và Hạ viện để thúc đẩy việc sử dụng ngôn ngữ mẹ đẻ trong giảng dạy phổ thông cho đến lớp 6.